# Bayou Manchac
Le bayou Manchac est un cours d'eau des États-Unis, situé dans l'État de la Louisiane.

## Géographie
Le bayou Manchac s'écoule depuis un embranchement situé sur le fleuve Mississippi dans un des méandres dénommé courbe Manchac au sud de l'agglomération de Bâton Rouge. Le bayou se dirige ensuite vers l'est en direction de la rivière Amite dans laquelle elle se jette après un parcours de 90 kilomètres. Le bayou Manchac limite les paroisses louisianaises de l'Ascension et d'Iberville et longe les villes de Prairieville et de Saint-Gabriel.

## Histoire
Le bayou Manchac se dénommait rivière d'Iberville à l'époque de la Louisiane française en l'honneur de l'explorateur et navigateur français Pierre LeMoyne d'Iberville. Le terme Manchac est un mot d'origine amérindienne qui désigne un passage ou un détroit.